# Fulgora laternaria
Espèce
Fulgora laternaria, le fulgore porte-lanterne, est une espèce d'insectes hémiptères de la famille des Fulgoridae.
Il doit son nom à la croyance erronée que l'excroissance de sa tête pouvait émettre de la lumière. Très mimétique, il se confond facilement avec les écorces des arbres de la forêt amazonienne.

## Description

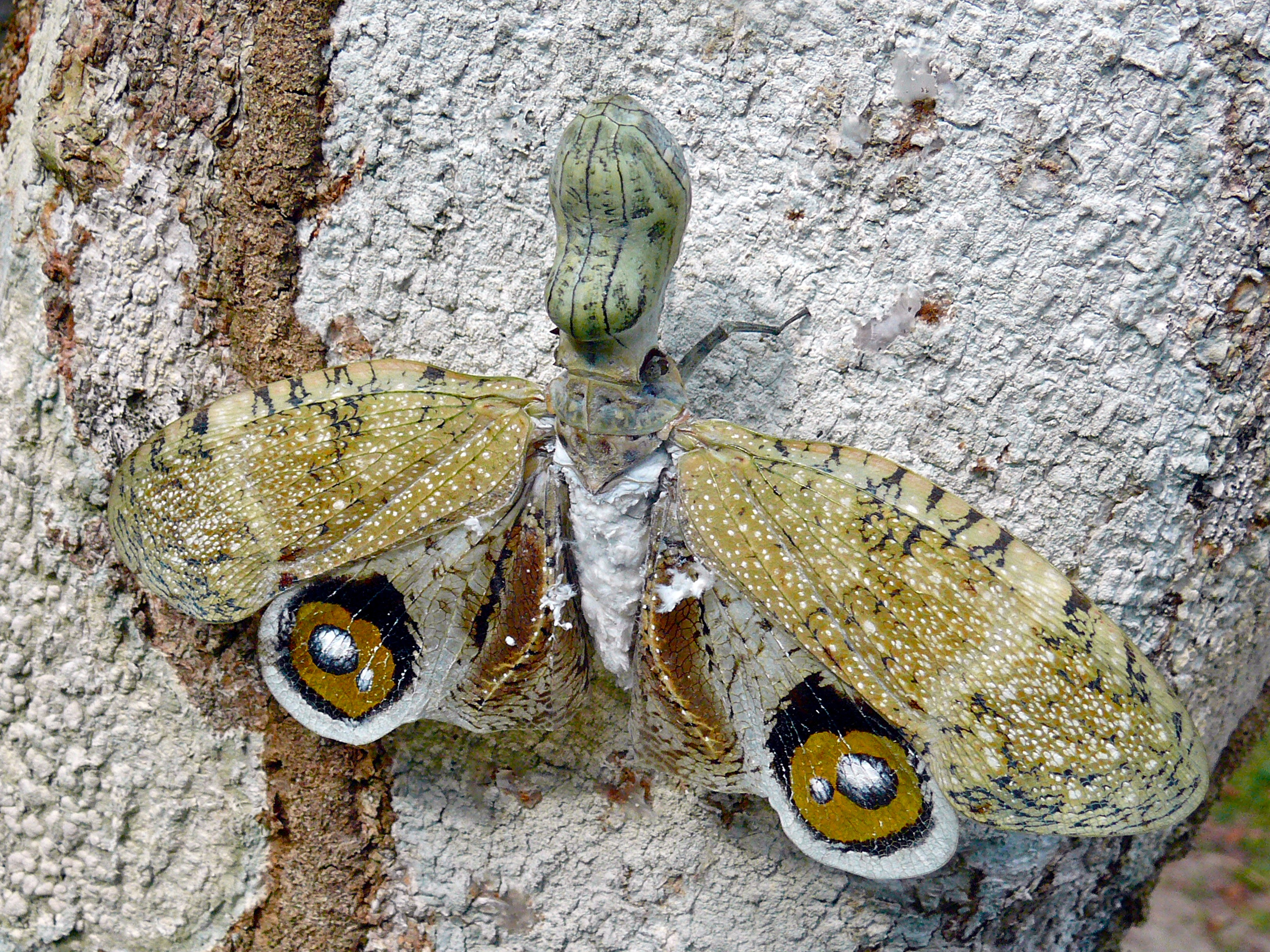
Fulgora laternaria (Parc national de Tikal, Guatemala).

Fulgora laternaria peut atteindre une longueur de 85 à 90 millimètres et une envergure de 100 à 150 millimètres. Cet insecte a une protubérance à la tête de 10 à 15 millimètres, ressemblant à une cacahuète et montrant de faux yeux ressemblant à ceux d'un lézard ou d'un serpent. L'insecte était à l'origine — et à tort — considéré comme luminescent. Lorsqu'il est attaqué, il se protège en affichant de faux grands yeux jaunes sur ses ailes postérieures pour effrayer l'agresseur, et libère une substance nauséabonde. Les adultes peuvent être trouvés de juin à décembre. Ils se nourrissent de la sève des plantes, principalement de certains arbres comme les espèces Hymenaea courbaril, Simarouba amara et Zanthoxylum. L'insecte reste généralement camouflé sur un tronc d'arbre pendant la journée,.
Il frappe sa tête sur un arbre creux pour créer des vibrations pour les partenaires. Il pond ses œufs sur l'Hymenaea courbaril et les enrobe d'une substance cireuse pour les protéger.
Plusieurs espèces très similaires du genre se trouvent de l'Amérique centrale à l'Amérique du Sud, et de nombreux spécimens de musée et commerciaux identifiés comme laternaires sont en fait d'autres espèces.

## Distribution et habitat
Cette espèce habite les forêts tropicales du Mexique, d'Amérique centrale et d'Amérique du Sud.

## Philatélie
Ce fulgore (syn. Fulgora servillei) figure sur une émission du Brésil de 1987 (valeur faciale : 3 Cz$) pour commémorer le cinquantenaire de la Sociedade Brasileira de Entomologia.